# Hassani Dotson
Hassani Dotson (Seattle, 1997. augusztus 6. –) amerikai korosztályos válogatott labdarúgó, a Minnesota United középpályása.

## Pályafutása

### Klubcsapatokban
Dotson a washingtoni Seattle városában született. Az ifjúsági pályafutását a helyi Washington Premier csapatában kezdte, majd 2013-ban a Crossfire Premier akadémiájánál folytatta.
2015-ben mutatkozott be a Washington Crossfire felnőtt csapatában. 2016-ban a Lane United szerződtette. 2019. január 11-én az első osztályban szereplő Minnesota Unitedhez igazolt. Először a 2019. március 3-ai, Vancouver Whitecaps ellen 3–2-re megnyert mérkőzés 90+3. percében, Darwin Quintero cseréjeként lépett pályára. Első gólját 2019. június 2-án, a Philadelphia Union ellen 3–2-re elvesztett találkozón szerezte meg.

### A válogatottban
Dotson 2019 és 2021 között tagja volt az amerikai U23-as válogatottnak.

## Statisztikák
2022. április 21. szerint
| Klub             | Szezon   | Osztály  | Bajnokság | Bajnokság | Kupa  | Kupa | Nemzetközi | Nemzetközi | Összesen | Összesen |
| Klub             | Szezon   | Osztály  | Meccs     | Gól       | Meccs | Gól  | Meccs      | Gól        | Meccs    | Gól      |
| ---------------- | -------- | -------- | --------- | --------- | ----- | ---- | ---------- | ---------- | -------- | -------- |
| Minnesota United | 2019     | MLS      | 24        | 4         | 5     | 0    | —          | —          | 29       | 4        |
| Minnesota United | 2020     | MLS      | 24        | 1         | 0     | 0    | —          | —          | 24       | 1        |
| Minnesota United | 2021     | MLS      | 30        | 2         | 0     | 0    | —          | —          | 30       | 2        |
| Minnesota United | 2022     | MLS      | 7         | 1         | 1     | 0    | —          | —          | 8        | 1        |
| Összesen         | Összesen | Összesen | 85        | 8         | 6     | 0    | 0          | 0          | 91       | 8        |

## Sikerei, díjai
Minnesota United
- US Open Cup
  - Döntős (1): 2019